# Limhamn

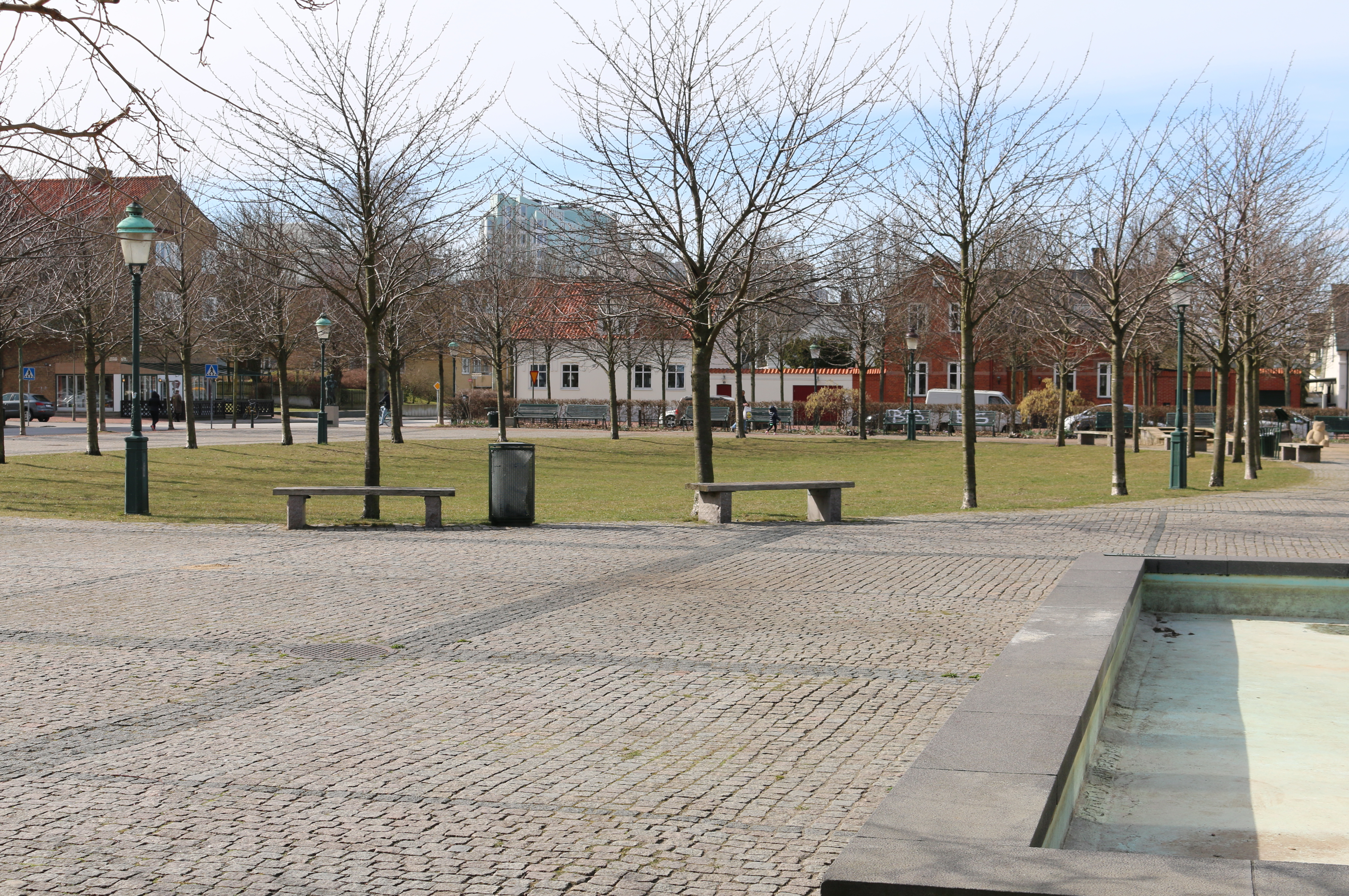
Limhamn

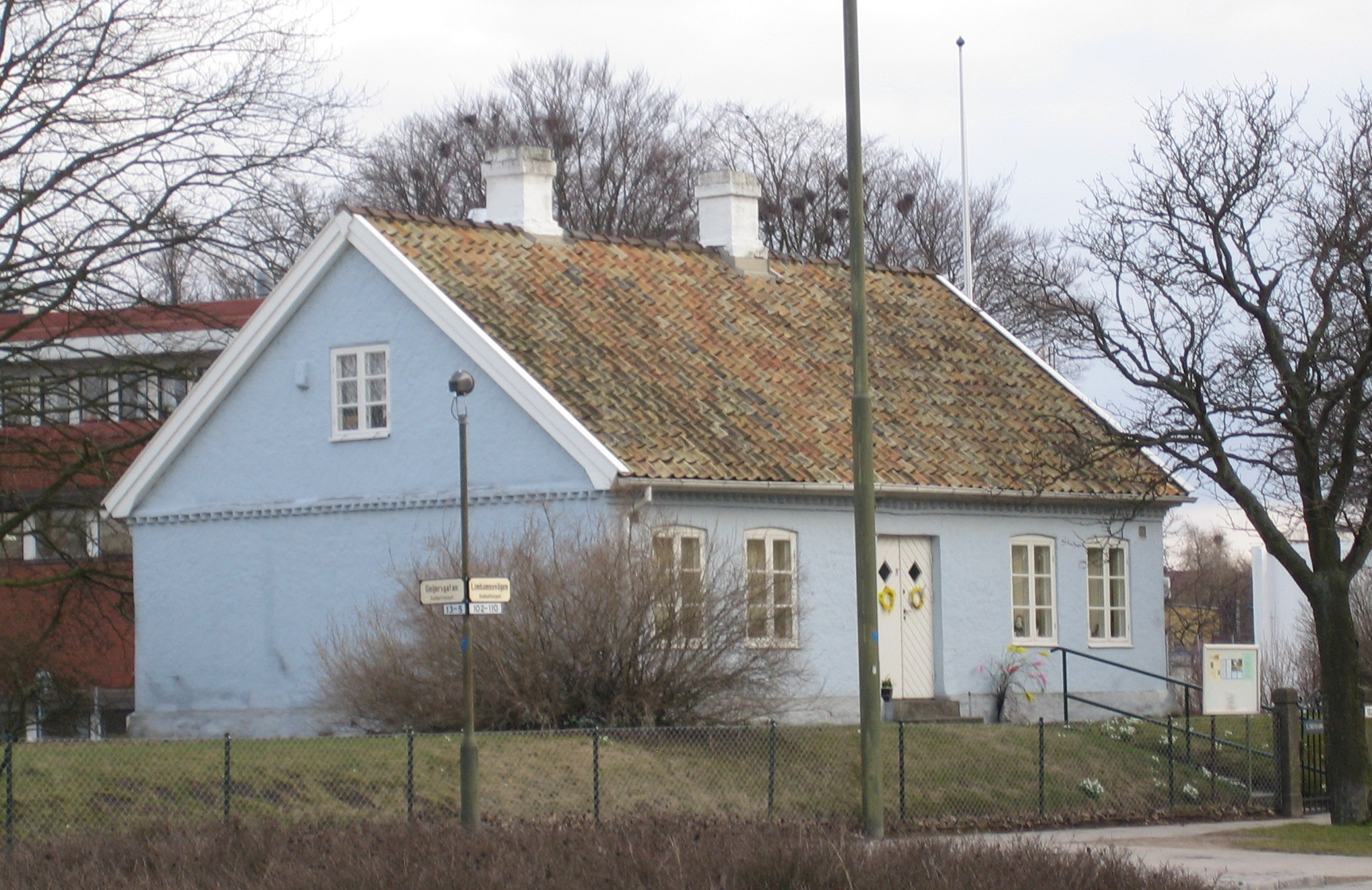
Museu de Limhamn

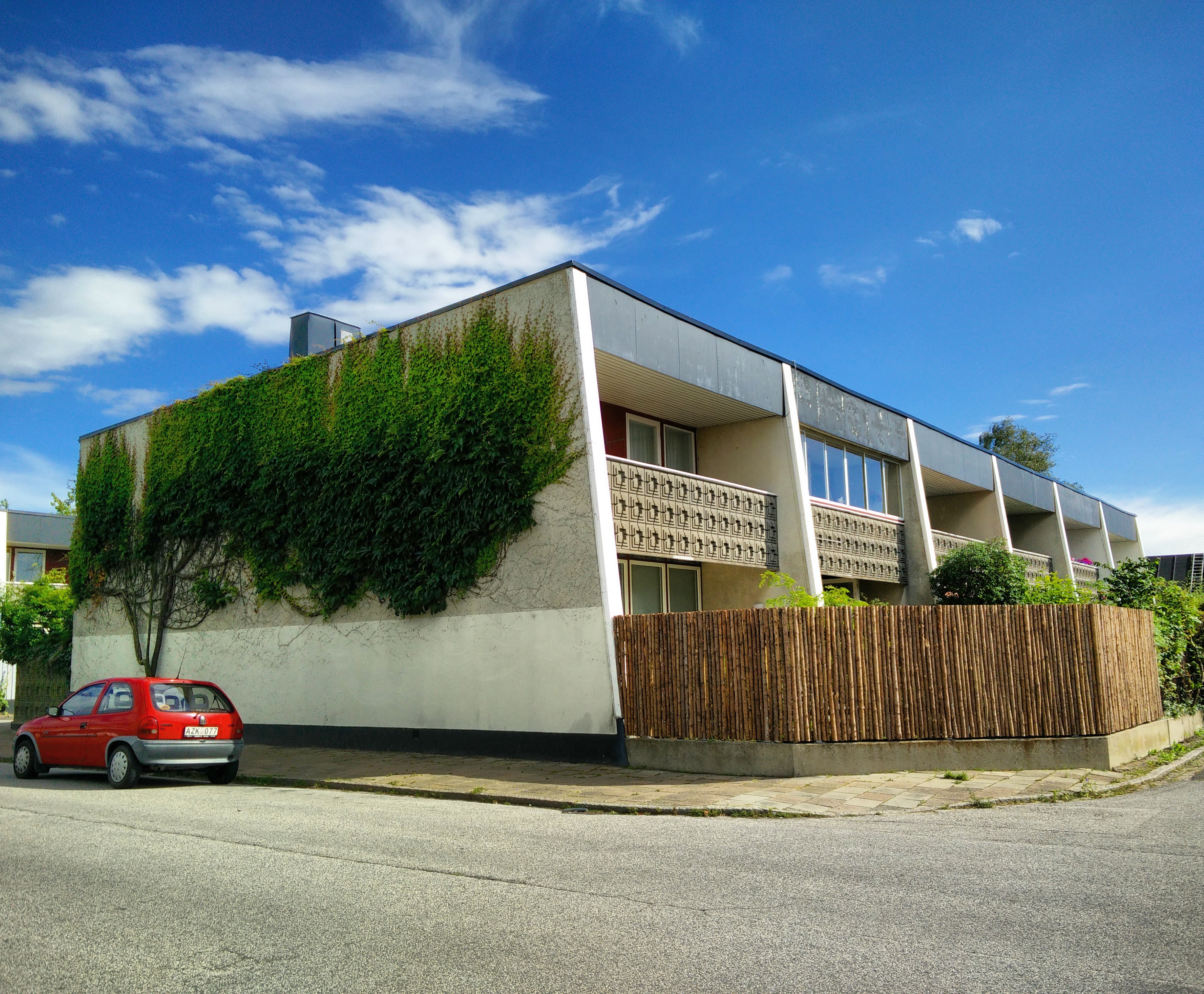
Kuttergränd a Limhamn.

Limhamn és, en sentit administratiu, el districte meridional de la Municipalitat de Malmö a Suècia. Anteriorment a 1915, Limhamn va ser (breument) una ciutat independent.
La població de Limhamn-Bunkeflo (incloent els suburbis) és de 31.000 persones, de les quals 7.000 viuen en el suburbis meridionals de Tygelsjö i Bunkeflostrand.

## Història
Les troballes arqueològiques revelen un poble de l'edat de pedra de la Cultura Ertebølle a Limhamn.
S'havia extret pedra calcària de la pedrera Limhamns kalkbrott des del segle xvii o abans. Però només des de 1871 l'extracció es va fer industrialment.

## Paleontologia
L'ocell del Paleocè Scaniornis va ser descrit pels seus ossos fòssils amb una edat de 60 milions d'anys.

## Llibres sobre Limhamn
Ed. Håkansson, Mats: Limhamn:Från stenålder till nutid (Stiftelsen Gerhard Larssons Minne 1994) ISBN 91-630-2747-X